# 렛츠고 평창 웃어라 대한민국
렛츠고 평창 웃어라 대한민국은 KBS 1TV에서 방영된 한국방송공사의 텔레비전 프로그램이다.

## 기획 의도
대한민국을 넘어 전 세계인의 축제인 2018평창동계올림픽! 성공적인 개최를 위하여 동계 올림픽 관련 정보를 보다 재미있고, 깊이 있게 전달하고 평창의 얼굴들을 직접 만나 소개하며, 2018평창을 향한 활력을 불어넣는 올림픽 붐 조성 프로그램.

## 방송 시간
지역권 방송은 매주 수요일 밤 8시에 방송되며, 전국권 방송은 매주 금요일 오후 1시에 방송된다.
| 방송 채널       | 방송 기간                        | 방송 시간                    | 방송 분량 |
| --------------- | -------------------------------- | ---------------------------- | --------- |
| KBS춘천방송총국 | 2016년 3월 2일 ~ 2017년 8월 30일 | 매주 수요일 밤 8:05 ~ 8:25   | 20분      |
| KBS춘천방송총국 | 2018년 1월 5일 ~ 2018년 1월 12일 | 매주 금요일 저녁 5:40 ~ 6:00 | 20분      |
| KBS 본사 1TV    | 2017년 2월 17일 ~ 2017년 9월 1일 | 매주 금요일 오후 1:00 ~ 1:20 | 20분      |

## 방송 회차

### 2016년
| 회차 | 방송일    | 제목 (원제)                                                                 |
| ---- | --------- | --------------------------------------------------------------------------- |
| 1회  | 3월 2일   | 2016년 3월, 아주 특별한 올림픽 홍보특사(?)가 떴다!                          |
| 2회  | 3월 9일   | 올림픽을 알리기 위해서라면, 어디라도 간다! 본격적인 홍보에 나선 용재와 해솔 |
| 3회  | 3월 16일  | 동계올림픽 성공개최를 위한 힘찬 동행! G-2년, 이제는 패럴림픽이다.           |
| 4회  | 3월 23일  | 대한민국을 대표하는 작곡가, 윤일상을 만나다!                                |
| 5회  | 4월 6일   | 우리는 컬링 유망주! - 신남초 컬링팀과의 특별한 동행                         |
| 6회  | 4월 27일  | 한류 관광 1번지, 남이섬에서 동계올림픽을 외치다!                            |
| 7회  | 5월 4일   | 올림픽도 알리고˜ 추억도 쌓고˜ 남이섬, 그 두 번째 이야기!                    |
| 8회  | 5월 11일  | 동·하계 올림픽의 아름다운 만남(?) 마라톤에 도전하는 동계올림픽 홍보특사!    |
| 9회  | 5월 18일  | 전세계에 울려 퍼지는 2018 평창동계올림픽!                                   |
| 10회 | 5월 25일  | G-2년, 2018 평창의 주역들을 만나다!                                         |
| 11회 | 6월 1일   | G-2년, 2018 평창의 주역들을 만나다!                                         |
| 12회 | 6월 8일   | 대한민국 스키의 전설을 만나다!                                              |
| 13회 | 6월 15일  | 2018 평창을 향한 도전, 알파인 스키 국가대표를 만나다!                       |
| 14회 | 6월 22일  | 2018 평창의 새 얼굴이 나타났다!                                             |
| 15회 | 6월 29일  | 동계올림픽의 꽃, 아이스 하키를 만나다!                                      |
| 16회 | 7월 6일   | 2018 평창을 빛낼 또 하나의 빛! 이번엔 성화봉송이다.                         |
| 17회 | 7월 13일  | 땀과 눈물의 결정체, 올림픽 금메달!                                          |
| 18회 | 7월 20일  | 2018 평창을 밝힐 또 하나의 종목 - 얼음 위의 질주, 봅슬레이!                 |
| 19회 | 7월 27일  | 2018 평창을 향한 올림픽 바람, 지금은 평창시대!                              |
| 20회 | 8월 17일  | 국내외로 부는 2018 평창동계올림픽의 바람!                                   |
| 21회 | 8월 24일  | 올림픽도 식후경˜ 2018 평창의 맛을 만나다!                                   |
| 22회 | 8월 31일  | 영화보다 더 영화같은 리얼 감동스토리! 대한민국 여자아이스하키팀을 만나다.   |
| 23회 | 9월 7일   | 또 하나의 지구촌 축제 - 2016 리우 패럴림픽 대회!                            |
| 24회 | 9월 21일  | 대한민국 빙상의 미래와 전설의 특별한 만남!?                                 |
| 25회 | 9월 28일  | G-500일, 이제는 평창이다!                                                   |
| 26회 | 10월 5일  | 2018 평창의 또 다른 기대주, 대한민국 컬링!                                  |
| 27회 | 10월 19일 | 동계 스포츠의 꽃, 스노보드!                                                 |
| 28회 | 10월 26일 | 하늘을 나는 스키점프와 설원 위 마라톤 크로스 컨트리의 만남~ 노르딕 복합!    |
| 29회 | 11월 2일  | 미리 만나는 올림픽, 테스트 이벤트!                                          |
| 30회 | 11월 9일  | 얼음 위 한 편의 드라마, 피겨스케이팅!                                       |
| 31회 | 11월 16일 | 2018 평창은 우리가 책임진다~! 대한민국 아이스슬레지하키 국가대표            |
| 32회 | 11월 30일 | 평창을 알리기 위해서라면 어디라도 간다~! 들썩들썩 평창 원정대!              |
| 33회 | 12월 7일  | 2018평창을 책임질 신인 군단이 떴다!                                         |

### 2017년
| 회차 | 방송일   | 제목 (원제)                                                                    |
| ---- | -------- | ------------------------------------------------------------------------------ |
| 34회 | 1월 4일  | 이제는 평창이다~ 날짜로 보는 2018평창동계올림픽!                               |
| 35회 | 1월 11일 | 웰 컴 투 강원, 웰 컴 투 평창!                                                  |
| 36회 | 1월 18일 | Road to 평창, 국가대표를 만나다! - 크로스컨트리 편                             |
| 37회 | 1월 25일 | 지금은 동계스포츠 1천만 명 시대~!                                              |
| 38회 | 2월 1일  | 동계 올림픽의 꽃, 대한민국 알파인 스키 국가대표 팀을 만나다!                   |
| 39회 | 2월 8일  | G-1년 특집, 알파인스키 국가대표를 만나다!                                      |
| 40회 | 2월 15일 | G-1년 특집, 국가대표를 만나다! - 스피드 스케이팅                               |
| 41회 | 2월 22일 | G-1년 특집, 국가대표를 만나다! - 스피드 스케이팅                               |
| 42회 | 3월 8일  | 삿포로동계아시안게임을 가다!                                                   |
| 43회 | 3월 15일 | 패럴림픽 노르딕스키 국가대표를 만나다.                                         |
| 44회 | 3월 22일 | <2017삿포로동계아시안게임>에 가다~                                             |
| 45회 | 3월 29일 | <2017삿포로동계아시안게임>에 가다~                                             |
| 46회 | 4월 5일  | 2018평창동계올림픽에서 가장 기대되는 종목, 피겨스케이팅 국가대표를 만나다!     |
| 47회 | 4월 12일 | 2018평창행 <총알 탄 사나이> 봅슬레이 국가대표 원윤종, 김동현, 전정린을 만나다! |
| 48회 | 4월 19일 | 대한민국 설상의 새 역사 스노보드 국가대표 최보군, 이상호를 만나다!             |
| 49회 | 4월 26일 | 2018평창을 향한 썰매 3총사, 루지 국가대표 박진용, 조정명, 임남규!              |
| 50회 | 5월 10일 | 2018 평창동계패럴림픽, 떠오르는 신설 종목 장애인 스키점프 국가대표를 만나다!   |
| 51회 | 5월 17일 | 5월 '가정의 달'을 맞이한, 국가대표 가족을 만나다! 첫 번째 특집!                |